# Dypsis commersoniana
Espèce
Statut de conservation UICN

 DD  : Données insuffisantes
Dypsis commersoniana est une espèce de palmiers (Arecaceae), endémique de Madagascar. Alors qu'en 1995 elle était considérée comme une espèce en danger critique d’extinction. Les données, en 2012, étaient insuffisantes.